# Walter Adams (Leichtathlet)
Walter Adams (* 15. März 1945 in Wasseralfingen; † 30. Oktober 2023 in Ellwangen (Jagst)) war ein deutscher Leichtathlet, der – für die Bundesrepublik Deutschland startend – in den 1960er und 1970er Jahren als 800-Meter-Läufer erfolgreich war.
In Mittelstrecken-Staffeln war er 1966 und 1968 an zwei Weltrekorden beteiligt; 1970 egalisierte er beim Länderkampf gegen die USA als Laufzweiter den Europarekord im 800-Meter-Lauf (1:44,9 min am 16. Juli 1970 in Stuttgart). Bei den Olympischen Spielen 1968 in Mexiko-Stadt belegte Adams den vierten Platz. Außerdem nahm er an den Olympischen Spielen 1972 in München teil.
Bei den Europäischen Hallenspielen 1969 gewann er mit der 3-mal-1000-Meter-Staffel die Goldmedaille. Deutscher Meister der Bundesrepublik im 800-Meter-Lauf wurde er 1968, 1969 und 1972.
Für seine sportlichen Leistungen wurde er am 27. November 1968 mit dem Silbernen Lorbeerblatt ausgezeichnet.

## Weltrekorde
- 4-mal-800-Meter-Lauf: 7:08,6 min am 13. August 1966 in Wiesbaden; Manfred Kinder, Walter Adams, Dieter Bogatzki, Franz-Josef Kemper
- 4-mal-880-Yards-Lauf: 7:14,6 min am 13. Juni 1968 in Fulda; Bodo Tümmler, Walter Adams, Harald Norpoth, Franz-Josef Kemper

## Einsätze bei internationalen Höhepunkten
- 1966, Europameisterschaften: im 800-Meter-Vorlauf ausgeschieden
- 1968, Olympische Spiele: Platz 4 (1:45,8 min)
- 1969, Europäische Hallenspiele: Platz 1 in der 3-mal-1000-Meter-Staffel (Anton Adam, Walter Adams, Harald Norpoth (7:08,0 min))
- 1972 Olympische Spiele: im Vorlauf ausgeschieden (verletzt)

Walter Adams gehörte dem Sportverein SV Salamander Kornwestheim (Trainer: Hans-Georg Rödel) an. In seiner Wettkampfzeit war er 1,73 m groß und 65 kg schwer.

## Privates
Adams arbeitete als Grafiker und Werbefotograf. 1982 kaufte er, als er vom Krebs geheilt war, das Schiff „Santa Lucia“, mit dem er zusammen mit seiner Frau die ganze Welt bereiste.